# Distretto di Hromtau
Il distretto di Hromtau (in kazako: Хромтау ауданы) è un distretto (audan) del Kazakistan con  capoluogo Hromtau.